# Ghiacciaio Langskavlen
Il ghiacciaio Langskavlen (letteralmente, in norvegese: lungo cumulo di neve) è un corto e ripido ghiacciaio situato sulla costa della Principessa Astrid, nella Terra della Regina Maud, in Antartide. Il ghiacciaio, il cui punto più alto si trova a circa 2220 m s.l.m., si trova in particolare nei monti Payer, e fluisce verso nord a partire dal versante settentrionale del monte Skavlhø.

## Storia
Il ghiacciaio Langskavlen è stato mappato per la prima volta da cartografi norvegesi grazie a fotografie aeree scattate nel corso della sesta spedizione antartica norvegese, 1956-60, spedizione che lo ha anche battezzato con il suo attuale nome.